# Sceloporus internasalis
La lagartija-escamosa verde (Sceloporus internasalis) es una especie de lagarto que pertenece a la familia Phrynosomatidae. Es nativo del sur de México y Guatemala. Su rango altitudinal oscila entre 400 y 2000 m s. n. m..